# Norwegian International 1976
Die Norwegian International 1976 im Badminton fanden vom 10. bis zum 11. November 1976 in Kristiansand statt.

## Finalergebnisse
| Disziplin    | Sieger                           | Finalist                            | Ergebnis         |
| ------------ | -------------------------------- | ----------------------------------- | ---------------- |
| Herreneinzel | Sture Johnsson                   | Flemming Delfs                      | 15–4, 1–15, 15–7 |
| Dameneinzel  | Anette Börjesson                 | Inge Borgstrøm                      | 4–11, 11–3, 11–9 |
| Herrendoppel | Bengt Fröman Thomas Kihlström    | Flemming Delfs Elo Hansen           | 15–6, 15–12      |
| Damendoppel  | Inge Borgstrøm Pernille Kaagaard | Susanne Mølgaard Hansen Pia Nielsen | 15–5, 15–9       |
| Mixed        | Elo Hansen Pernille Kaagaard     | Mogens Neergaard Lilli B. Petersen  | 15–1, 15–8       |